# Меле (Белгия)
 Тази статия е за селището в Белгия.  За други значения вижте Меле.  
Меле (на нидерландски: Melle) е селище в Северна Белгия, окръг Гент на провинция Източна Фландрия. Населението му е около 10 873 души (2011).